# Liste deutsch- und fremdsprachiger Presseromane
Die folgende Liste nennt Romane, die ausschließlich oder sehr betont im Milieu der Presse (Medien) spielen, das heißt zum Beispiel in Redaktionen und Verlagen von Zeitungen und Zeitschriften. Es geht dabei um eine Lebens- und Arbeitswelt, die offenbar besonders attraktive, spannende und gern gelesene Stoffe liefert. Im Mittelpunkt steht dabei oft der tatsächliche oder mögliche Einfluss der Presse auf Politik, Wirtschaft, Gesellschaft und Öffentliche Meinung, der Kampf gegen Missstände, das Aufdecken von Skandalen sowie die Karrieren und Lebensschicksale von Journalisten. Häufig stammen diese Bücher von Autoren, die im Journalismus tätig waren oder noch sind. Nicht selten dreht sich die Handlung um Politik-, Kriminal- und Agentenstoffe.
Nicht aufgeführt sind Bücher aus anderen Medien wie Fernsehen und Hörfunk sowie Kurzgeschichten, Novellen, Schauspiele und Filme. Die Aufstellung folgt dem Alphabet nach dem Nachnamen des Autors.

## Deutschsprachige Romane

### Vor 1945
- Hans Fallada (1931): Bauern, Bonzen und Bomben. Reinbek: Rowohlt
- Erich Kästner (1931): Fabian. Stuttgart/Berlin: Deutsche Verlagsanstalt
- Hermann Kesser (1930): Die Stunde des Martin Jochner. Berlin: Wegweiser-Verlag
- Heinrich Mann (1900): Im Schlaraffenland. München: Albert Langen
- Joseph Roth (1939): Die Geschichte der 1002. Nacht. Bilthoven: De Gemeenschap
- Friedrich Spielhagen (1864): Die von Hohenstein. Berlin: Janke

### Zwischen 1945 und 1970
- Hans G. Bentz (1958): Licht von jenseits der Straße. Der Roman einer großen Hoffnung. Gütersloh: Bertelsmann
- Horst Biernath (1955): Es bleibt natürlich unter uns. Roman einer kleinen Stadt. München: Ehrenwirth
- Bernard von Brentano (1948): Die Schwestern Usedom. Heidelberg: Palladium
- Max Brod (1968): Prager Tagblatt. Frankfurt am Main/Hamburg: Fischer Bücherei (erschien bereits 1957 bei Herbig in Berlin unter „Rebellische Herzen“)
- Hans F. Erb (1958): Der Redakteur. Düsseldorf: Progress
- Rudolf Hagelstange (1969): Altherrensommer. Hamburg: Hoffmann und Campe
- Walther von Hollander (1948): Kleine Dämonen. Aus den Papieren des Journalisten Ferdinand F.-B. Hamburg: Springer
- Paul Georg Kaufmann (1967): Meine Frau macht Schlagzeilen. Stuttgart: Engelhorn
- Wolfgang Koeppen (1951): Tauben im Gras. Stuttgart: Scherz und Goverts
- Heinrich Christian Meier (1957): Elsa Quast. Berlin: Verlag der Nation
- Egon Strohm (1946): Schmerzvolle Reise. Stuttgart: Deutsche Verlags-Anstalt
- Martin Walser (1957): Ehen in Philippsburg. Frankfurt am Main: Suhrkamp
- Charles Wassermann (1965): Der Journalist. Hamburg: Mosaik Verlag
- Bruno E. Werner (1949): Die Galeere. Frankfurt am Main: Suhrkamp

### Nach 1970
- Jürgen Alberts (1987): Landru. Stuttgart: Klett-Cotta
- Helmut Bauer (1995): Die Redaktion. Frankfurt am Main: R. G. Fischer
- Jürgen Becker (1981): Erzählen bis Ostende. Frankfurt am Main: Suhrkamp
- Jurek Becker (1982): Aller Welt Freund. Frankfurt am Main: Suhrkamp
- Carla Berling (2017): Mordkapelle. München: Heyne
- Jacques Berndorf (1997): Eifel-Rallye. Dortmund: Grafitäter und Grafitote
- Hans Blickensdörfer (1993): Salz im Kaffee. Stuttgart: Engelhorn
- Hans Blickensdörfer (1995): Ein Leutnant in Paris. Stuttgart: Engelhorn
- Heinrich Böll (1979): Fürsorgliche Belagerung. Köln: Kiepenheuer & Witsch
- Heinrich Böll (1974): Die verlorene Ehre der Katharina Blum oder: Wie Gewalt entstehen und wohin sie führen kann. Köln: Kiepenheuer & Witsch
- Otto Bonhoff (1975): Nachtredaktion. Halle (Saale): Mitteldeutscher Verlag
- Nicolas Born (1979): Die Fälschung. Reinbek: Rowohlt
- Jürgen Breest (1979): Dünnhäuten. Frankfurt am Main: Krüger
- Michael Buselmeier (1981): Der Untergang von Heidelberg. Frankfurt am Main: Suhrkamp
- Ingeborg Drewitz (1978): Gestern war Heute. Hundert Jahre Gegenwart. Düsseldorf: Claassen
- Wolfgang Ebert (1983): Der Blattmacher. München: Nymphenburger Verlagshandlung
- Gerd Eisenkolb (1981): Der Senator. München: Schneekloth
- Alice Ekert-Rotholz (1971): Fünf Uhr Nachmittag. Hamburg: Hoffmann und Campe
- Jörg Fauser (1985): Das Schlangenmaul. Berlin: Alexander-Verlag
- Roderich Feldes (1980): Lilar. Hamburg: Hoffmann und Campe
- Doris Gercke (2021): Die Nacht ist vorgedrungen. Hamburg: Argument Verlag
- Dieter Göbel (1981): Vanessa oder Die Lust der Macht. München/Zürich: Droemer Knaur
- Christine Grän (1986): Weiße sterben selten in Samyana. Reinbek: Rowohlt
- Max von der Grün (1990): Springflut. Frankfurt am Main: Luchterhand
- Norbert Gstrein (2003): Das Handwerk des Tötens. Frankfurt am Main: Suhrkamp
- Peter Henning (2013): Ein deutscher Sommer. Berlin: Aufbau
- Eckhard Henscheid (1983): Dolce Madonna Bionda. Zürich: Haffmans.
- Peter Johannes (1999): Perlen für die Säue. Frankfurt am Main: Eichborn
- Hermann Kant (1972): Das Impressum. Berlin: Rütten und Loening
- Hellmuth Karasek (1998): Das Magazin. Reinbek: Rowohlt
- Walter Kempowski (1988): Hundstage. München/Hamburg: Knaus
- Walter Kempowski (1992): Mark und Bein. München/Hamburg: Knaus.
- Paul Kersten (1979): Absprung. Köln: Kiepenheuer & Witsch
- Hans Werner Kettenbach (1992): Der Feigenblattpflücker. Zürich: Diogenes
- Hans Hellmut Kirst (1972): Verurteilt zur Wahrheit. München/Wien/Basel: Kurt Desch
- Sebastian Knauer (1999): Die Recherche. Frankfurt am Main: Eichborn
- Angelika Koch (1998): Das Wasser. Elsdorf: KBV
- Irina Korschunow (1992): Das Spiegelbild. Hamburg: Hoffmann und Campe
- Michael Krüger (1991): Der Mann im Turm. Salzburg/Wien: Residenz
- Monika Maron (1981): Flugasche. Frankfurt am Main: S. Fischer
- Hanjörg Martin (1985): Herzschlag. Dortmund: Weltkreis
- Hinrich Mattbiesen (1977): Tombola. München: Schneekluth
- Matthias Matussek (1991): Palasthotel Zimmer 6101. Reporter im rasenden Deutschland. Hamburg: Rasch und Röhring
- Barbara Noack (1984): Ein Stück vom Leben. München: Albert Langen/Georg Müller Verlag
- Milena Moser (1999): Das Leben der Matrosen. Reinbek: Rowohlt
- Jost Nolte (1976): Eva Krohn oder Erkundigungen nach einem Modell. Frankfurt am Main: S. Fischer
- Alexander Osang (2000): die nachrichten. Frankfurt am Main: S. Fischer
- Leonie Ossowski (1976): Weichselkirschen. München: Piper
- Elisabeth Plessen (1976): Mitteilung an den Adel. Zürich/Köln: Benziger
- Uwe Pörksen (1991): Schauinsland. Stuttgart: Klett-Cotta
- Michael Preute (1971): Der Reporter. Gütersloh: Bertelsmann
- Erich Maria Remarque (1971): Schatten im Paradies. München: Droemer Knaur
- Thomas Rother (1981): Das plötzliche Verstummen des Wilhelm W. Bern/München: Scherz
- Ekkehart Rudolph (1989): Umbruch. Stuttgart: Engelhorn
- Rolf Schneider (1990): Jede Seele auf Erden. Wien/Darmstadt: Zsolnay
- Johannes Mario Simmel (1971): Der Stoff aus dem die Träume sind. München: Droemer Knaur
- Johannes Mario Simmel (1987): Doch mit den Clowns kamen die Tränen. München: Droemer Knaur
- Johannes Mario Simmel (1990): Im Frühling singt zum letztenmal die Lerche. München: Droemer Knaur
- Monika Sperr (1985): Reise zu Cathleen McCoy. München: Bertelsmann
- Michael Springer (1981): Bronnen. Hamburg: Hoffmann und Campe
- Justin Steinfeld (1984): Ein Mann liest Zeitung. Kiel: Neuer Malik Verlag
- Bernd Sülzer (1988): Bensberger Zwischenspiel. Köln: Kiepenheuer & Witsch
- Hannelies Taschau (1978): Landfriede. Zürich/Köln: Benziger
- Volker Wachenfeld (1987): Keine Lust auf Pizza: Roeders Story. Frankfurt am Main: Suhrkamp
- Franz Josef Wagner (1982): Big Story. München: Bertelsmann
- Martin Walser (1993): Ohne einander. Frankfurt am Main: Suhrkamp
- Otto F. Walter (1977): Die Verwilderung. Reinbek: Rowohlt
- Erwin Wickert (1985): Der verlassene Tempel. Stuttgart: Deutsche Verlagsanstalt
- Gabriela Wollenhaupt (1999): Zu bunt für Grappa. Dortmund: Grafitäter und Grafitote
- Geert Zeboothsen (1989): Wettlauf mit dem Tod. Frankfurt am Main: Fischer

## Fremdsprachige Romane
mit Angabe des Jahres der Erstausgabe und des Verlages der deutschen Übersetzung
- Arnaud de Borchgrave und Robert Moss (1981): Die Falschmelder (amerikanisch, The Spike). Berlin: Ullstein
- John Boyne (2018): Maurice Swift. Die Geschichte eines Lügners (englisch, A Ladder to thy Sky). München: Piper
- Michael Collins (2000): Tödliche Schlagzeilen (amerikanisch, The Keepers of Truth). München: btb
- Archibald Joseph Cronin (1958): Das Licht (englisch, The Northern Light). Reinbek: Rowohlt
- Pete Dexter (2013): Paperboy (englisch, The Paperboy). München: Verlagsbuchhandlung Liebeskind
- Umberto Eco (2015): Nullnummer (italienisch, Numero Zero). München: Hanser
- Richard Ford (1989): Der Sportreporter (englisch, The Sportswriter). Reinbek: Rowohlt.
- Knut Hamsun (1893): Redakteur Lynge (norwegisch, Redaktør Lynge). Frankfurt am Main: S. Fischer
- Guy de Maupassant (1885): Bel-Ami
- Annalena McAfee (2012): Zeilenkrieg (englisch, The Spoiler). Zürich: Diogenes
- Gregory Mcdonald (1974): Opfer sucht passenden Mörder (englisch, Fletch). Berlin: Ullstein Taschenbuch Verlag (das ist der erste von neun Fletch-Romanen)
- Tom Rachman (2010): Die Unperfekten (englisch, The Imperfectionists). München: Deutscher Taschenbuch Verlag
- Robert Richardson (1998): Schlagzeilen (englisch, Significant Others). Zürich: Diogenes
- Isaac Bashevis Singer (1967/1968): Der Scharlatan (englisch, The Charlatan). Berlin: Jüdischer Verlag im Suhrkamp Verlag
- Mario Vargas Llosa (2016): Die Enthüllung (spanisch, Cinco esquinas). Frankfurt am Main: Suhrkamp
- Hannah Wakefield (1987): Die Journalistin (amerikanisch, The Price You Pay). München: Deutscher Taschenbuch Verlag
- Evelyn Waugh (1953): Die große Meldung (englisch, Scoop). Zürich: Arche